# 罗拉特别分遣队
罗拉特别分遣队（Sonderabteilung Lola）是二战期间挪威的一支独立部队，听命于特隆赫姆当地的德国黨衛隊保安處。有些挪威人曾称罗拉特别分遣队为“林南帮派”（Rinnanbanden/ Rinnan gang）。这支特别分遣队听命于亨利·林南，大约由50至60名挪威告密者组成，他们中有很多都曾是武装党卫队一线作战人员。直到战后，包括全國集會黨党员在内的大部分挪威人才知晓该部队，可见该部队之隐秘。
罗拉特别分遣队秘密活动，联系反纳粹人士，经由他们进一步渗透进挪威抵抗组织。渗透者为抵抗组织积极工作了一段时间，既为了收集情报，也为了逐渐获取对方的信任。被渗透的抵抗组织后被一网打尽，成员遭逮捕，接受审讯。这种渗透行动被特别分遣队称作“挑衅工作”（provocation business），即先让渗透者在抵抗组织内部鼓动抵抗者发起行动，接着便将参与行动者逮捕。林南甚至还把这种計謀称作“灰色行业的游戏”（game in the negative sector）。罗拉特别分遣队将目标定为整个挪威中部，如特伦德拉格郡、默勒-鲁姆斯达尔郡。
战后进行的两场审判上，41名前罗拉特别分遣队成员被判有罪。1946年9月20日，弗罗茨廷上诉法院判处其中12人死刑，最终有10人被行刑队枪决。还有11人被判处终身强制劳动（后得到赦免），而其他人则都被判处了刑期较长的有期徒刑。
在挪威政府于战后处决的叛国者中，有40%的人都与罗拉特别分遣队有关。